# Sarah Bacon
Sarah Bacon (Indianapolis, 20 de setembro de 1996) é uma saltadora estadunidense, medalhista olímpica.

## Carreira
Bacon salta desde 2004. Suas primeiras grandes conquistas competitivas foram em 2014, quando foi nomeada campeã NISCA All-American; no mesmo ano, ela venceu os eventos de trampolim de 1 metro e 3 metros no Campeonato Nacional Júnior de Saltos de 2014, bem como o evento de 1 metro no Campeonato Nacional Sênior de Saltos da AT&T. Ela foi a capitã da equipe no Campeonato Mundial Júnior de Saltos da FINA.
Depois de se formar na Cardinal Ritter High School, ela foi para a Universidade de Minnesota. Ela teve um bom desempenho imediatamente, terminando em 2º lugar contra Wisconsin no evento de 1 metro, e durante seu primeiro ano ela ficou em 2º lugar no evento de mergulho de 1 metro no Campeonato da NCAA de 2017, 3º e 4º lugar no evento de saltos de 3 metros e 1 metro no Campeonato Big Ten de 2017, respectivamente. Ela venceu nos eventos de 1 e 3 metros contra Iowa , e 1º em 1 metro no Desafio de Minnesota. Ela também ficou em 4º lugar nas eliminatórias do campeonato mundial no evento de 3 metros.
Em 2020, Bacon venceu o campeonato nacional de mergulho dos EUA em 3 metros sincronizado com sua parceira Kassidy Cook. Elas então foram para o grande prêmio da FINA em Madri, Espanha, ganhando ouro em 3 metros sincronizado. Bacon também levou a prata no evento individual de 3 metros. Em 2020, ela também competiu no encontro do Grand Prix em Rostock, Alemanha; ela e Cook ganharam ouro em 3 metros sincronizado. Em 27 de julho de 2024, Cook e Bacon conquistaram as primeiras medalhas dos Estados Unidos nos Jogos Olímpicos de Verão de 2024, ganhando prata no evento de trampolim sincronizado de 3 metros.